# Ostronmussling
Ostronmussling (Pleurotus ostreatus) är en vanlig svamp och används som matsvamp. I naturen förekommer den på multnande trädstammar, men odlas även kommersiellt då den kallas ostronskivling.
Hatten är gråblå till gråbrun har vita, nedlöpande skivor som ger vitt sporpulver. Foten är förhållandevis kort, vit, sneställd och seg. Svampen lever som saprofyt, det vill säga nedbrytare, och den växer på död ved från lövträd, men kan odlas på det mesta som innehåller cellulosa, till exempel halm och sågspån. Svampen sägs vara lättodlad och lämplig som nybörjarsvamp.
Både det allmänna och latinska namnet anspelar på fruktkroppens form. Latinets pleurotus (åt sidan) syftar på fruktkroppens sneda växtsätt. Ostreatus och ostron syftar på hattens utseende, som liknar ett ostron.

## Kolesterolsänkande effekt
Ostronmusslingens fruktkropp innehåller det kolesterolsänkande ämnet lovastatin i koncentrationer från 0,7 till 2,8 procent torkad vikt. En studie på råttor där två grupper gavs samma diet förutom att den ena gruppen fick ostronmussling som tillskott visade att de råttor som fick ostronmussling som tillskott hade ett lägre kolestrolvärde jämfört med de råttor som fick samma diet men ingen ostronmussling.
Ostronmussling har även kommersialiserats som en källa till betaglukan och relaterade polysackarider för stärkt immunförsvar och bättre välmående och förekommer i en del produkter som säljs som kosttillskott.[källa behövs]

## Synonymer
Pleurotus ostreatus (Lév.) A. Ortega & Vizoso 1992
Panellus opuntiae (Durieu & Lév.) Z.S. Bi 1987
Pleurotus ostreatus f. salignus (Pers.) Pilát 1935
Dendrosarcus opuntiae (Lév.) Kuntze 1898
Dendrosarcus ostreatus (Jacq.) Kuntze 1898
Dendrosarcus revolutus (J. Kickx f.) Kuntze 1898
Pleurotus opuntiae (Durieu & Lév.) Sacc. 1887
Pleurotus revolutus (J. Kickx f.) Gillet 1876
Pleurotus salignus (Schrad.) P. Kumm. 1871
Agaricus revolutus J. Kickx f. 1867
Agaricus opuntiae Durieu & Lév. 1850
Crepidopus ostreatus Gray 1821
Crepidopus ostreatus (Jacq.) Gray 1821
Crepidopus ostreatus var. ostreatus (Jacq.) Gray 1821
Agaricus salignus Pers. 1801
Agaricus salignus var. salignus Pers. 1801
Agaricus ostreatus Jacq. 1774
Agaricus ostreatus Jacq. 1774
Pleurotus pulmonarius